# 波爾克 (內布拉斯加州)
波爾克（英語：Polk）是位於美國內布拉斯加州波爾克縣的村。

## 人口
根據2020年美國人口普查的數據，波爾克的面積為1.27平方千米，皆為陸地。當地共有人口346人，而人口密度為每平方千米272人。